# 윌킨슨 마이크로파 비등방성 탐색기
윌킨슨 마이크로파 비등방성 탐색기(영어: Wilkinson Microwave Anisotropy Probe, 약자 WMAP 더블유맵[*])는 2001년 6월 30일 우주 마이크로파 배경의 온도의 미세한 차이를 측정하기 위해 발사한 위성이다. 이 위성은 RELIKT-1, COBE에 이은 세 번째 우주 마이크로파 배경 관측 위성이다.

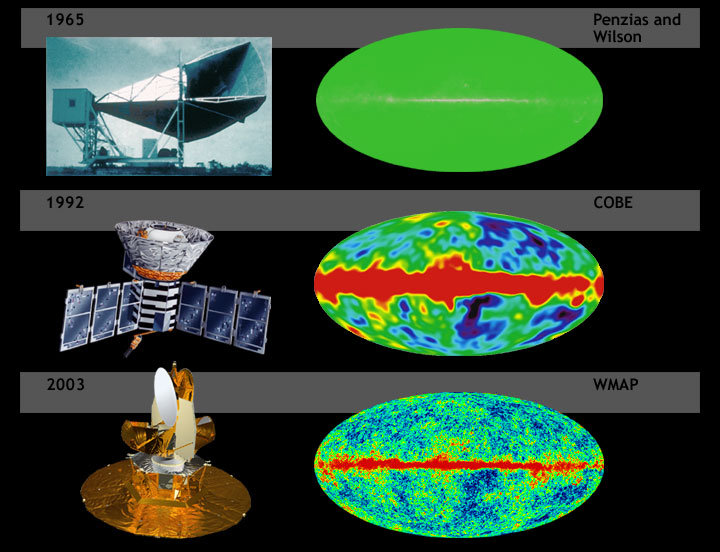
펜지어스·윌슨, COBE, WMAP이 촬영한 우주 배경 복사

## 같이 보기
- 익스플로러 계획
- 일러스트리스 프로젝트

## 참고 문헌
- Bennett, Charles L. (2007). “Wilkinson microwave anisotropy probe”. 《Scholarpedia》 (영어) 2 (10): 4731. doi:10.4249/scholarpedia.4731.